# Capela Sepulcral (Karlsruhe)

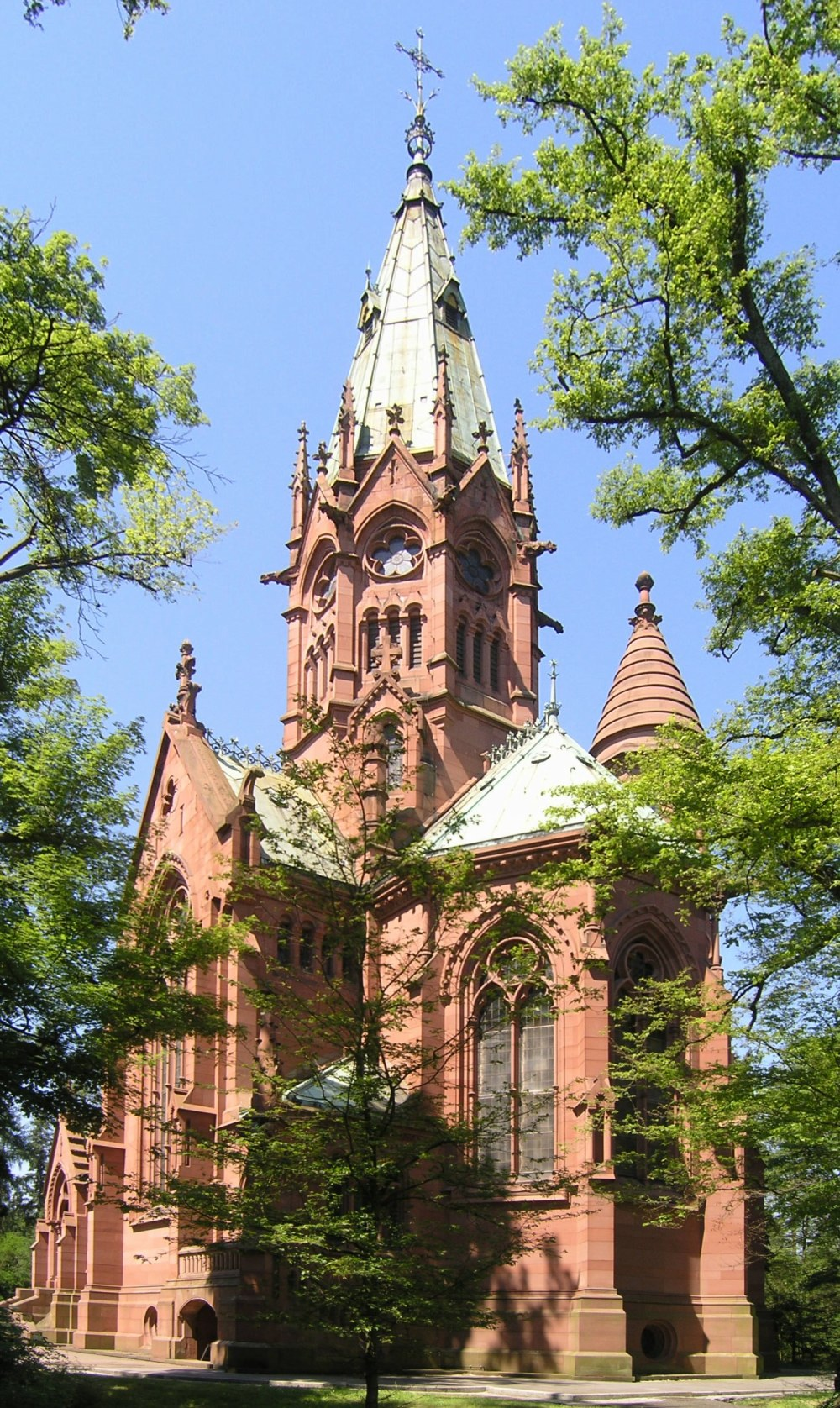
Grabkapelle no Fasanengarten em Karlsruhe

A Capela Sepulcral (em alemão:  Großherzogliche Grabkapelle) foi construída em Karlsruhe no período 1889 — 1896, destinada aos membros da família do grão-duque de Baden. É o mausoléu da Casa de Zähringen, localizada no bairro Oststadt.

## Lista das pessoas sepultadas na cripta
Organizada por ano de morte. Os membros da família que faleceram antes de 1888 foram sepultados na cripta da Igreja Evengélica de Karlsruhe, e somente depois da Segunda Guerra Mundial transferidos para capela sepulcral.
- Grão-duque Luís I de Baden (1763–1830)
- Henriette von Baden (1833–1834), filha do príncipe Guilherme de Baden
- Grão-duque Leopoldo I de Baden (1790–1852)
- Grão-duque Luís II de Baden (1824–1858)
- Príncipe Guilherme de Baden (1792–1859)
- Isabel Alexandrina de Württemberg (1802–1864), mulher do príncipe Wilhelm
- Sofia da Suécia (1801–1865), mulher do grão-duque Leopold
- Príncipe Maximilian von Baden (1796–1882)
- Príncipe Luís de Baden (1865–1888)
- Princesa Pauline Elisabeth von Baden (1835–1891)
- Príncipe Guilherme de Baden (1829–1897), transferido depois para a Abadia de Salem
- Príncipe Karl von Baden (1832–1906)
- Grão-duque Frederico I de Baden (1826–1907)
- Rosalie Gräfin von Rhena nascida Freiin von Beust (1845–1908), mulher do príncipe Karl
- Friedrich Graf von Rhena (1877–1908)
- Luísa da Prússia (1838–1923), mulher de Frederico I de Baden
- Grão-duque Frederico II de Baden (1857–1928)
- Hilda de Nassau (1864–1952), mulher de Frederico II de Baden